# Veliki Školj (Lanterna)
Koordinati:   45°16′52″N, 13°34′24″E
Veliki Školj je manjša nevarna plitvina pred zahodno obalo Istre v Jadranskem morju.
Plitvina, ki ima izobate na 1 m, leži med turističnim naseljem Lanterna, od katerega je oddaljena okoli 1,5 km in rtom Soline pri naselju Červar-Porat. V plitvini je več čeri. Na eni od teh, ki se ob oseki spremeni v otoček, stoji svetilnik, ki neprekinjeno oddaja kratke svetlobne bliske. Nazivni svetlobni domet svetilnika je pet milj.